# Şirvan (district)
Şirvan is een Turks district in de provincie Siirt en telt 24.054 inwoners (2007). Het district heeft een oppervlakte van 960,0 km².
De bevolkingsontwikkeling van het district is weergegeven in onderstaande tabel.
| 1997   | 2000   | 2007   |
| ------ | ------ | ------ |
| 21.865 | 21.999 | 24.054 |